# Maria Mazurek

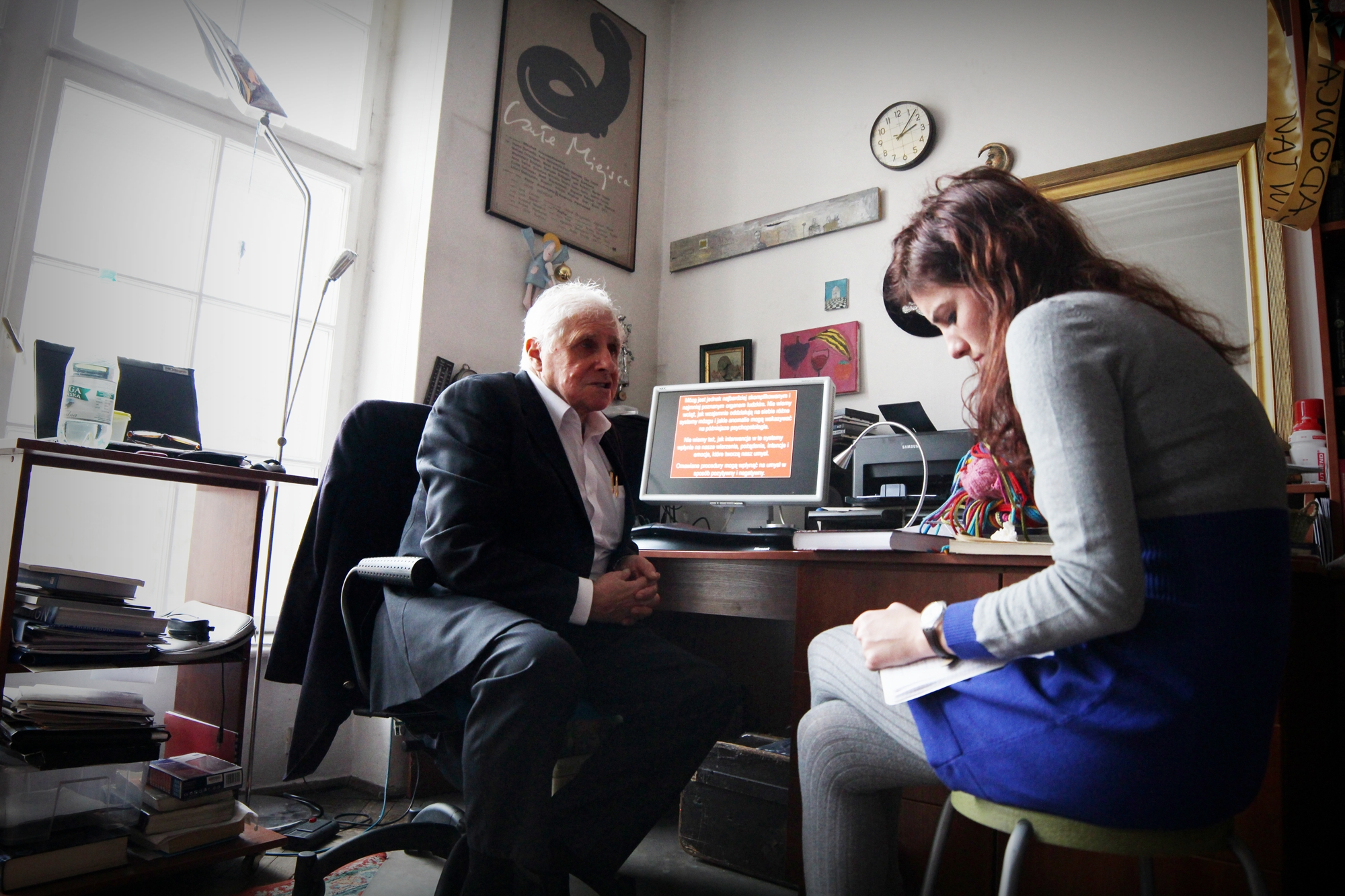
Jerzy Vetulani i Maria Mazurek podczas pracy nad jedną ze swoich książek, 2015

Maria Mazurek (ur. 17 kwietnia 1987 w Tychach) – polska dziennikarka, autorka wywiadów i reportaży publikowanych w „Gazecie Krakowskiej”, współautorka książek popularnonaukowych napisanych z Jerzym Vetulanim, laureatka nagród dziennikarskich i literackich.

## Życiorys
W 2011 roku ukończyła studia z filologii węgierskiej na Uniwersytecie Jagiellońskim. W 2010 zaczęła pracę w redakcji Gazety Krakowskiej. Przez kilkanaście lat publikowała tam głównie w magazynie weekendowym. Zajmuje się tematyką naukową, medyczną oraz społeczną. Przeprowadziła do Gazety Krakowskiej szereg wywiadów z naukowcami, m.in. z Antonim Dziatkowiakiem, Ryszardem Gryglewskim, Aleksandrem Skotnickim, Markiem Sanakiem i Włodzimierzem Ptakiem.
Przy okazji wywiadu prasowego poznała Jerzego Vetulaniego, z którym później wspólnie napisała cztery książki popularnonaukowe. Sukcesem czytelniczym okazała się już ich pierwsza książka, Bez ograniczeń. Jak rządzi nami mózg (2015). Wydana po śmierci Jerzego Vetulaniego książka Sen Alicji, czyli jak działa mózg w latach 2018–2023 została przełożona na siedem języków: sześć europejskich i koreański. Ponadto Maria Mazurek opublikowała pięć książek z innymi współautorami.
Hobbystycznie uprawia łucznictwo konne.

## Książki
- 2015: Bez ograniczeń. Jak rządzi nami mózg (z Jerzym Vetulanim), PWN;
- 2016: A w konopiach strach (z Jerzym Vetulanim), PWN;
- 2016: Pierwszy Murzyn RP (z Brianem Scottem), WAM;
- 2017: Sen Alicji, czyli jak działa mózg (książka dla dzieci; z Jerzym Vetulanim, ilustracje Marcina Wierzchowskiego), Mando;
- 2018: Neuroerotyka. Rozmowy o seksie i nie tylko (z Jerzym Vetulanim), Znak;
- 2019: Alicja w krainie przyszłości, czyli jak działa sztuczna inteligencja (książka dla dzieci; z Ryszardem Tadeusiewiczem, ilustracje Marcina Wierzchowskiego), Mando;
- 2020: Nie tylko mózg. Opowieść psychiatry o ludzkim umyśle (z Dominiką Dudek), Mando;
- 2020: Uczucia Alicji, czyli jak poznać siebie (z Ewą Woydyłło, ilustracje Marcina Wierzchowskiego), Mando;
- 2021: Nad życie. Czego uczą nas umierający (z Wojciechem Harpulą), Znak;
- 2022: Brzuch Alicji czyli kupa prawdy o trawieniu (z Mikołajem Sporadykiem, ilustracje Marcina Wierzchowskiego), Mando;
- 2023: Panie przodem. O co walczą kobiety i mężczyźni we współczesnej Polsce (z Wojciechem Harpulą), Znak Literanova;
- 2024: Zbuntowane ciało. Jak zrozumieć i oswoić choroby autoimmunologiczne?, Filia.

## Nagrody
- 2014: Dziennikarz Medyczny Roku od Stowarzyszenia Dziennikarzy dla Zdrowia w kategorii publicystyka prasowa (II Nagroda);
- 2016: Nagroda Dziennikarzy Małopolski w kategorii wywiad za cykl wywiadów z lekarzami[4];
- 2016: wyróżnienie „Książka i Róża” marszałka województwa małopolskiego za Bez ograniczeń. Jak rządzi nami mózg[5];
- 2018: nagroda „Zielona Gruszka” od Zarządu Oddziału Stowarzyszenia Dziennikarzy RP w Krakowie za szczególne osiągnięcia dziennikarskie[6][7];
- 2018: nagroda „Mądra Książka Roku” dla najlepszej popularnonaukowej książki roku za Sen Alicji od Uniwersytetu Jagiellońskiego i Fundacji Popularyzacji Nauki im. Euklidesa (nagroda społeczności akademickiej UJ oraz nagroda  internautów)[8];
- 2018: nominacja do Nagrody Dziennikarzy Małopolski w kategorii dziennikarz specjalistyczny za cztery wywiady z krakowskimi naukowcami[9];
- 2019: Nagroda Dziennikarzy Małopolski w kategorii dziennikarz specjalistyczny za tryptyk poświęcony umieraniu[10].